# Montcada i Reixac
Montcada i Reixac ist eine katalanische Stadt in der Provinz Barcelona im Nordosten Spaniens. Sie liegt in der Comarca Vallès Occidental und gehört zur Metropolregion Àrea Metropolitana de Barcelona.

## Geographie

### Geographische Lage
Montcada i Reixac liegt in der Provinz Barcelona in der Autonomen Gemeinschaft Katalonien am Zusammenfluss der Flüsse Ripoll und Besòs.

### Nachbargemeinden
Als Nachbargemeinden sind Barcelona, Cerdanyola del Vallès, Santa Coloma de Gramenet, Badalona, Ripollet, Sant Fost de Campsentelles, Mollet del Vallès und La Llagosta.

### Ortsgliederung
Neben Montcada Centre gibt es noch Can Cuiàs, Can Sant Joan, Masrampinyo und Terra Nostra.

## Ortsname
Der Ort war Stammsitz des Adelsgeschlechts Montcada. In der Zeit des Franquismus hieß die Stadt Moncada y Reixach bzw. Montcada y Reixach.

## Wirtschaft
In Montcada i Reixac befindet sich ein Karosseriewerk von Nissan Motor Ibérica mit 74.486 m² Gesamtfläche und 266 Mitarbeitern.

## Städtepartnerschaft
- Mourenx im Département Pyrénées-Atlantiques, (Frankreich)

## Persönlichkeiten
- Miguel Poblet (1928–2013), Radrennfahrer
- Jaime Puig (* 1957), Handballspieler
- Salvador Puig Asbert (* 1979), Handballspieler
- Claudia Pina (* 2001), Fußballspielerin